# Lophocion
Il lofocione (gen. Lophocion) è un mammifero estinto, appartenente ai fenacodontidi. Visse tra il Paleocene superiore e l'Eocene inferiore (circa 57 - 50 milioni di anni fa) e i suoi resti fossili sono stati ritrovati in Asia e in Nordamerica.

## Descrizione
Questo animale doveva essere molto simile al ben più noto Phenacodus, e come quest'ultimo doveva possedere un corpo relativamente robusto, quattro arti non adatti alla corsa e un cranio dal muso piuttosto corto. Lophocion, della taglia di un cane di medie dimensioni, era dotato di una dentatura caratterizzata da molari particolarmente lofodonti, simili a quelli dell'affine Ectocion, ma ancor più specializzati. Rispetto a Ectocion, Lophocion era dotato di molari superiori con un protolofo e un metalofo incipienti. In generale, la dentatura di Lophocion ricorda molto quella dei più antichi perissodattili come Hallensia.

## Classificazione
Lophocion fa parte dei fenacodontidi (Phenacodontidae), una famiglia di mammiferi tipici del Paleogene, un tempo classificata tra i cosiddetti "condilartri" (in realtà un insieme parafiletico di mammiferi arcaici). Tra i fenacodonti, Lophocion è considerato un membro dei Phenacodontinae vicino a Ectocion, ma più derivato. 
I primi fossili di questo animale vennero ritrovati in terreni dell'Eocene inferiore in una miniera di carbone nei pressi di Wutu, nello Shandong (Cina); la specie tipo è Lophocion asiaticus, descritta nel 1997; questa specie è considerata anche l'unico fenacodontide asiatico noto con certezza. Un'altra specie, L. grangeri, venne descritta nel 2019 sulla base di una mascella fossile ritrovata nel Wyoming, in terreni risalenti alla fine del Paleocene. Sembra che la specie nordamericana sia intermedia tra Ectocion e L. asiaticus, ed è probabile che abbia dato origine a quest'ultima specie durante la transizione Paleocene - Eocene. Non è chiaro, tuttavia, quali fossero le relazioni filogenetiche di Ectocion e Lophocion con gli altri ungulati (Bai et al., 2019).